# Abraham Olano
Abraham Olano (n. 22 ianuarie 1970, Anoeta⁠(d), Comunitatea Autonomă a Țării Basce, Spania) este un ciclist spaniol, medaliat olimpic. A participat la 2 ediții ale Jocurilor Olimpice (1996, 2000) în care a câștigat o medalie de argint.